# فرودگاه کالالوا
فرودگاه کالالوا (به انگلیسی: Kalaeloa Airport) (به زبان بومی: John Rodgers Field) یک فرودگاه همگانی عملیاتی است که یک باند فرود آسفالت دارد و طول باند آن ۱۳۷۲ متر است. این فرودگاه در کشور ایالات متحده آمریکا قرار دارد و در ارتفاع ۹ متری از سطح دریا واقع شده است.

## شرکت‌های هواپیمایی و مقصدهای پروازی
Mokulele Airlines became the first airline to provide scheduled service at Kalaeloa when it began flights to کاهولوی on مائوئی on ۱ ژوئیه ۲۰۱۴. After serving the airport for over two years and finding itself unable to make a profit doing so, the airline ended scheduled service at the airport in September 2016.